# 梦界狂徒
《梦界狂徒》是一款由Tendershoot开发，由No More Robots发行的模擬遊戲。游戏发生在架空世界的1999年，其中一个模拟现实早期互联网及其网络文化的地方，梦境寐网（Hypnospace）。玩家扮演梦境寐网的创造者、虚构公司Merchantsoft公司旗下的“执法者”，监管梦境寐网中的非法内容、病毒、侵犯版权及網路霸凌问题。游戏过程涉及一系列的解谜和益智要素。该游戏于2019年3月在Windows、macOS和Linux平台上发行，第二年8月进一步在任天堂Switch、PlayStation 4和Xbox One平台上发行。

## 游戏玩法
《梦界狂徒》的游戏界面基于电脑操作系统的常见图形界面，类似于Windows 9x。玩家在游戏中使用一个虚构的、类似于Internet Explorer的网页浏览器，名为梦境寐网浏览器（Hypnospace Explorer）。游戏中的主要任务是通过网页搜索和网页提示，发现并报告梦境寐网工作人员指派调查的不良内容。通过报告和完成指定的案件可以获得游戏中的主要货币HypnoCoin。HypnoCoin可用于换取各种可下载的软件、虚拟宠物、壁纸、主题，也可以用于推进故事的内容。游戏中还模仿现实中1999年流行的乐队虚构了许多乐队，且游戏中也有托名这些虚构乐队创作的音乐。

## 开发
《梦界狂徒》由杰伊·托伦开发，开发资金来自于Kickstarter众筹。2019年3月12日，游戏在Windows、macOS和Linux三个平台上发行。次年8月27日又在任天堂Switch、PlayStation 4和Xbox One三个平台上发行，同时为PC版添加了许多免费内容。游戏入围2019年谢默斯·麦克纳利大奖名单。

## 反响
| 汇总媒体   | 得分                  |
| ---------- | --------------------- |
| Metacritic | PC：83/100 NS：84/100 |

| 媒体             | 得分   |
| ---------------- | ------ |
| Adventure Gamers | [ 15 ] |
| 電腦遊戲雜誌     | 8.5/10 |
| Eurogamer        | 推荐   |
| Game Informer    | 8.5/10 |
| Game Revolution  | [ 19 ] |
| GameSpot         | 8/10   |
| Nintendo Life    | [ 21 ] |
| 任天堂世界报道   | 8/10   |
| PC Gamer美国     | 81/100 |
| Shacknews        | 9/10   |
| 衛報             | [ 25 ] |
| VideoGamer.com   | 9/10   |

根据游戏汇总媒体Metacritic，该游戏发行后获得普遍正面的评价。游戏被提名纽约电子游戏大奖的最佳游戏音乐奖、自由女神像最佳世界奖和赫尔曼·梅尔维尔最佳写作奖。PC Gamer的安迪·凯利（Andy Kelly）称这款游戏让人们想起了互联网仍是酷酷的地下俱乐部的时代。The Gamer和Eurogamer都提到这款游戏给人带来了怀旧感。

## 续作
续作《梦界索隐》及衍生作《Slayers X: Terminal Aftermath: Vengance of the Slayer》最初预计于2022年发售。《Slayers X: Terminal Aftermath: Vengance of the Slayer》于2023年6月1日在Windows、Xbox One和Xbox Series X/S平台上发行。 2025年6月20日，杰伊·托伦宣布中止《梦界索隐》的开发。他在个人YouTube频道上传的视频中表示，中止开发是其和发行商No More Robots的共同决定；因为资金问题和现实考量，不得不中止开发。